# Travedona-Monate
Travedona-Monate é uma comuna italiana da região da Lombardia, província de Varese, com cerca de 3.336 habitantes. Estende-se por uma área de 9 km², tendo uma densidade populacional de 371 hab/km². Faz fronteira com Biandronno, Brebbia, Bregano, Cadrezzate, Comabbio, Ispra, Malgesso, Osmate, Ternate.

## Demografia
| Variação demográfica do município entre 1861 e 2011                               |
|                                                                                   |
| Fonte: Istituto Nazionale di Statistica (ISTAT) - Elaboração gráfica da Wikipedia |